# 斎藤実盛

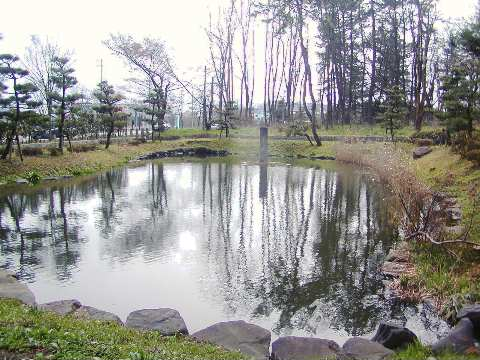
篠原古戦場近くにある実盛の首を洗ったとされる池

斎藤 実盛（さいとう さねもり）は、平安時代末期の武将。藤原利仁の流れを汲む斎藤則盛（また斎藤実直とも）の子。越前国の出で、武蔵国幡羅郡長井庄（埼玉県熊谷市）を本拠とし、長井別当と呼ばれる。

## 生涯
武蔵国は、相模国を本拠とする源義朝と、上野国に進出してきたその弟・義賢という両勢力の緩衝地帯であった。実盛は初め義朝に従っていたが、やがて地政学的な判断から義賢の幕下に伺候するようになる。こうした武蔵衆の動きを危険視した義朝の子・源義平は、久寿2年（1155年）に義賢を急襲してこれを討ち取ってしまう（大蔵合戦）。
実盛は再び義朝・義平父子の麾下に戻るが、一方で義賢に対する旧恩も忘れておらず、義賢の遺児・駒王丸を畠山重能から預かり、駒王丸の乳母が妻である信濃国の中原兼遠のもとに送り届けた。この駒王丸こそが後の旭将軍・木曾義仲である。
保元の乱、平治の乱においては上洛し、義朝の忠実な部将として奮戦する。義朝が滅亡した後は、関東に無事に落ち延び、その後平氏に仕え、東国における歴戦の有力武将として重用される。そのため、治承4年（1180年）に義朝の子・源頼朝が挙兵しても平氏方にとどまり、平維盛の後見役として頼朝追討に出陣する。平氏軍は富士川の戦いにおいて頼朝に大敗を喫するが、これは実盛が東国武士の勇猛さを説いたところ維盛以下味方の武将が過剰な恐怖心を抱いてしまい、その結果水鳥の羽音を夜襲と勘違いしてしまったことによるという。
寿永2年（1183年）、再び維盛らと木曾義仲追討のため北陸に出陣するが、加賀国の篠原の戦いで敗北。味方が総崩れとなる中、覚悟を決めた実盛は老齢の身を押して一歩も引かず奮戦し、ついに義仲の部将・手塚光盛によって討ち取られた。
この際、出陣前からここを最期の地と覚悟しており、「最後こそ若々しく戦いたい」という思いから白髪の頭を黒く染めていた。そのため首実検の際にもすぐには実盛本人と分からなかったが、そのことを樋口兼光から聞いた義仲が首を付近の池にて洗わせたところ、みるみる白髪に変わったため、ついにその死が確認された。かつての命の恩人を討ち取ってしまったことを知った義仲は、人目もはばからず涙にむせんだという。この篠原の戦いにおける斎藤実盛の最期の様子は、『平家物語』巻第七に「実盛最期」として一章を成し、「昔の朱買臣は、錦の袂を会稽山に翻し、今の斉藤別当実盛は、その名を北国の巷に揚ぐとかや。朽ちもせぬ空しき名のみ留め置いて、骸は越路の末の塵となるこそ哀れなれ」と評している。

## 史跡・伝承について

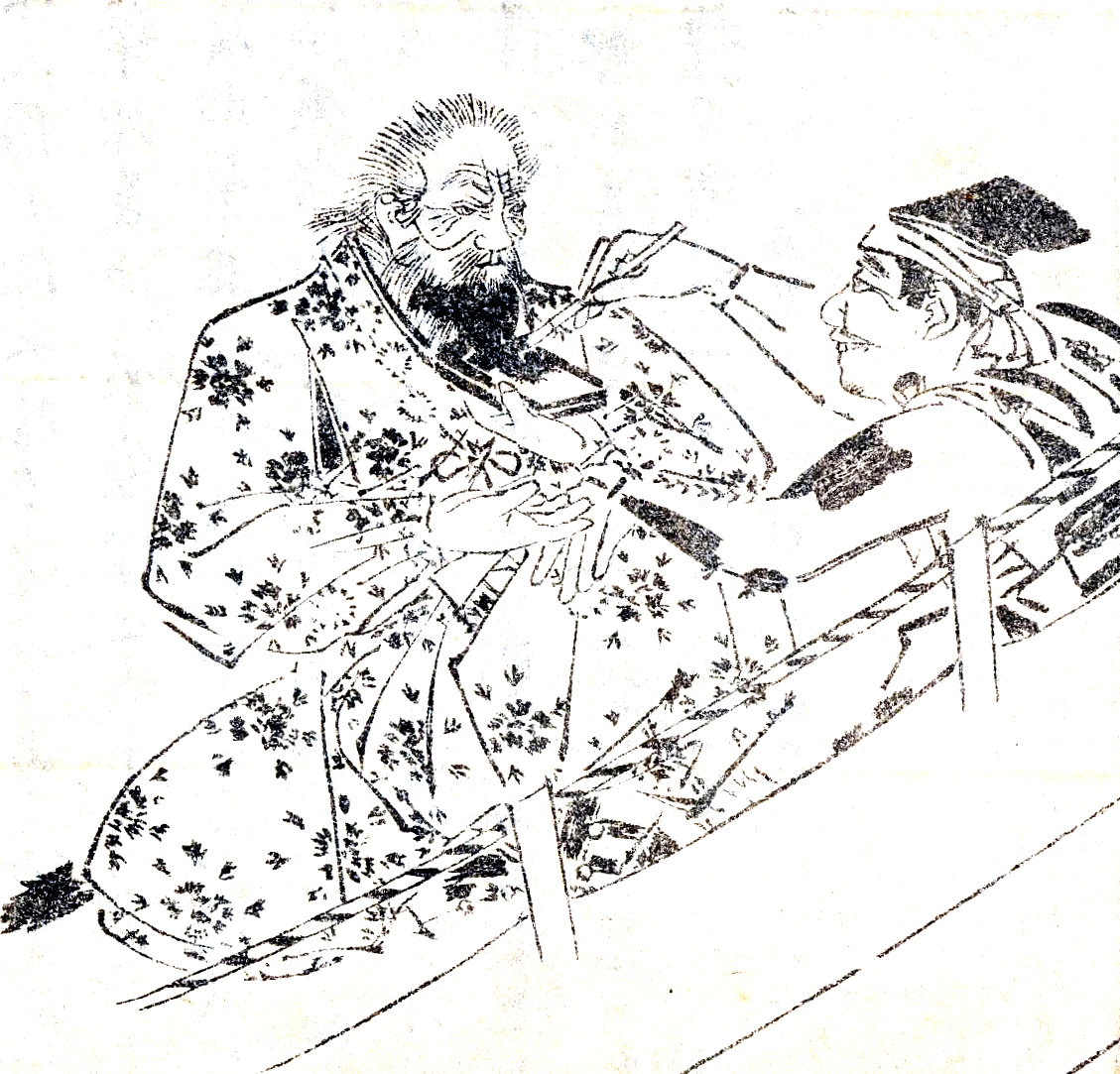
『前賢故実』による斎藤実盛

室町時代前期の応永21年（1414年）3月、加賀国江沼郡の潮津（うしおづ）道場（現在の石川県加賀市潮津町に所在）で七日七夜の別時念仏を催した4日目のこと、滞在布教中の時宗の遊行14世太空のもとに、白髪の老人が現れ、十念を受けて諸人群集のなかに姿を消したという。
これが源平合戦時に当地で討たれた斉藤別当実盛の亡霊との風聞がたったため、太空は結縁して卒塔婆を立て、その霊魂をなぐさめたという。この話は、当時京都にまで伝わっており、｢事実ならば希代の事也｣と、醍醐寺座主の満済は、その日記『満済准后（まんさいじゅごう）日記』に書き留めている。そしてこの話は、おそらく時宗関係者を通じて世阿弥のもとにもたらされ、謡曲『実盛』として作品化されている。以来、遊行上人による実盛の供養が慣例化し、実盛の兜を所蔵する石川県小松市多太神社では、上人の代替わりごとに、回向が行われて現代に至っている。
松尾芭蕉も、『奥の細道』の途上で小松を訪れて実盛を偲び、今も多太神社に現存する実盛の甲を見て「むざんやな 甲の下の きりぎりす」と句を詠んでいる。
寛延2年（1749年）初演の人形浄瑠璃（後に歌舞伎化）『源平布引滝』は、三段目切で青年時代の実盛が幼年の手塚光盛と対面し将来の対決を予言する場面が特に有名で、「実盛物語」として知られている。
実盛が討たれる際、乗っていた馬が稲の切り株につまずいたところを討ち取られたために、実盛が稲を食い荒らす害虫（稲虫）になったとの言い伝えがある。そのため、稲虫（特にウンカ）は「実盛虫」とも呼ばれ、この霊を鎮める神事は「実盛送り」という虫送りの行事として全国各地に伝わる。

## 関連作品
映画
- 『新・平家物語 義仲をめぐる三人の女』（1956年、演：志村喬）

テレビドラマ
- 『武蔵坊弁慶』（1986年、NHK新大型時代劇、演：村上冬樹）